# Brüel
Brüel es un municipio situado en el distrito de Ludwigslust-Parchim, en el estado federado de Mecklemburgo-Pomerania Occidental (Alemania), a una altura de 20 metros. Su población a finales de 2016 era de 2566 habs. y su densidad poblacional, 94 hab/km². Se encuentra junto a la frontera con el distrito de Mecklemburgo Noroccidental.

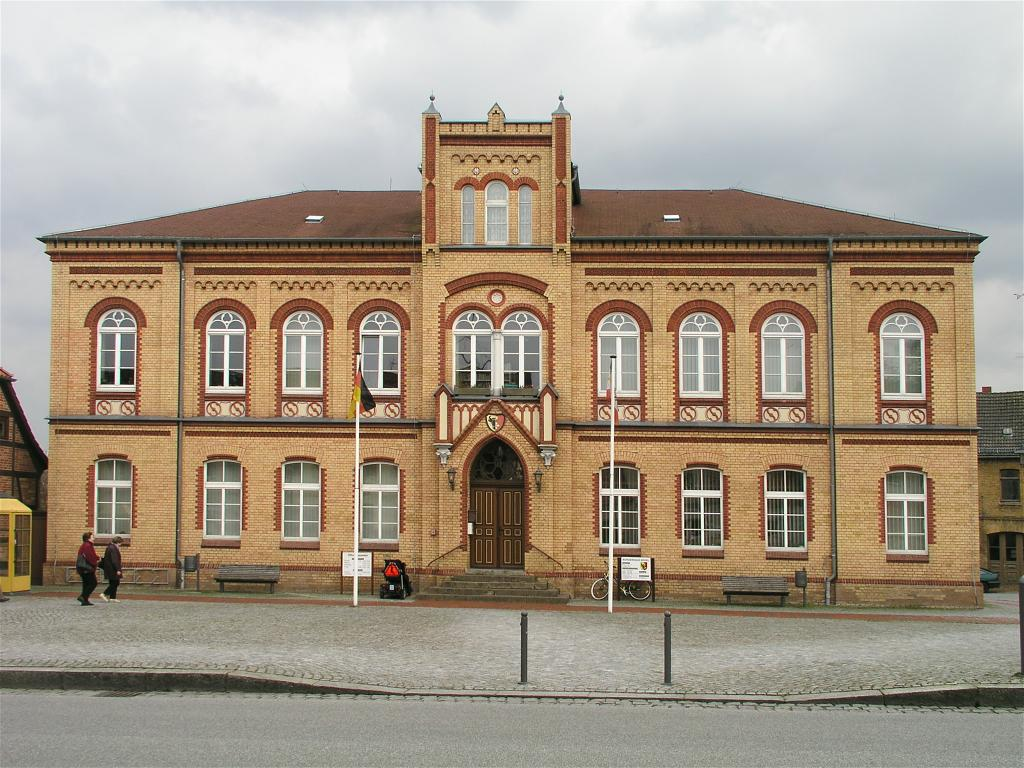
Ayuntamiento de Brüel

Friedrich Schlie (1839-1902), arqueólogo e historiador, nació en esta localidad.